# جوائز إمباير
جوائز إمباير (بالإنجليزية: Empire Awards)‏ هي جائزةُ تُمنح من قِبل مجلة إمباير، مجلة الأفلام الأكثر مبيعاً في بريطانيا، لتكريم المتفوقين من المتخصصين في صناعة السينما المحلية والعالمية.

## فئات جوائز إمباير

### فئات الجوائز اعتباراً من 2014
- أفضل ممثل: 1996 حتى الآن.
- أفضل ممثلة: 1996 حتى الآن.
- أفضل ممثل مساعد: 2014.
- أفضل ممثلة مساعدة: 2014.
- أفضل فيلم بريطاني: 1996 حتى الآن؛ في 2002 كانت الجائزة تعرف بـ«سكاي موفيز لأفضل فيلم بريطاني»
- أفضل كوميديا: 2006 حتى الآن.
- أفضل مخرج: 1996 حتى الآن.
- أفضل فيلم: 1996 حتى الآن.
- أفضل رعب: 2006 حتى الآن.
- أفضل قادم جديد: 1996 حتى الآن، كانت الجائزة تُعرف سابقاً بـ«أفضل ظهور لأول مرة» من 1996 حتى 2002؛ في 2007 قُسّمت الجائزة إلى «أفضل ممثل قادم» و«أفضل ممثلة قادمة».
- أفضل خيال/خيال علمي: 2006 حتى الآن؛ في 2009 عُرفت الجائزة بـ«أفضل خيال علمي/بطل خارق».
- أفضل إثارة: 2006 حتى الآن.
- جائزة تم في 60 ثانية: 2008 حتى الآن.

### جوائز مُلغاة
- جائزة إمباير لأفضل ممثل بريطاني [الإنجليزية]: 1996 حتى 2005.
- جائزة إمباير لأفضل ممثلة بريطانية [الإنجليزية]: 1996 حتى 2005.
- جائزة إمباير لأفضل مخرج بريطاني [الإنجليزية]: 1997 حتى 2001؛ وعادت عام 2005 فقط.
- جائزة إمباير لمشهد السنة [الإنجليزية]: 2003 حتى 2007؛ في 2007 عُرفت الجائزة باسم «مشهد السنة».
- جائزة إمباير لأفضل موسيقى تصويرية  [الإنجليزية]: حتى 2008 - 2009؛ في 2009 عُرفت باسم «أفضل موسيقى تصويرية».